# Uwe Hünemeier
Uwe Hünemeier (Gütersloh, 9 de janeiro de 1986) é um futebolista alemão que atua como zagueiro. Atualmente joga pelo Paderborn.

## Carreira
Revelado no DJK Bokel, Hünemeier jogou também nas categorias de base do FC Gütersloh, equipe de sua cidade natal, e seu desempenho chamou a atenção do Borussia Dortmund, que o contratou em 2000. Em 2004 foi promovido ao time reserva dos Aurinegros, e sua estreia no elenco profissional foi em dezembro de 2005, jogando os 90 minutos contra o Bayern de Munique.
Sem espaço no time principal do Borussia (foram apenas 5 jogos), o zagueiro assinou com o Energie Cottbus, onde atuaria em 78 partidas e fazendo 10 gols entre 2010 e 2013, quando foi contratado pelo Paderborn, tendo disputado 67 partidas em 2 temporadas, com 4 gols marcados.
Em agosto de 2015, assinou com o Brighton & Hove Albion para disputar a EFL Championship, a segunda divisão inglesa. Pelos Seagulls, Hünemeier jogou 38 partidas (27 pela Championship, uma pela Premier League, 5 pela Copa da Inglaterra e 4 pela Copa da Liga Inglesa) e fez apenas um gol, contra o Birmingham City, em abril de 2017. Após 3 temporadas no futebol inglês, o zagueiro regressou ao Paderborn em maio de 2018.

## Carreira internacional
Em 2003, quando ainda integrava as categorias de base do Borussia Dortmund,  Hünemeier disputou 3 jogos pela seleção Sub-17 da Alemanha.

## Títulos e campanhas de destaque
Borussia Dortmund II
- Regionalliga West: 1 (2008–09)

Paderborn
- 2.Bundesliga: vice-campeão (2013–14)

Brighton & Hove Albion
- EFL Championship: vice-campeão (2016–17)